# Lleteroles de llet morada (grup de bolets)
Les lleteroles de llet morada són lleteroles que inicialment traspuen llet blanca que, lentament, esdevé lila o violeta. Pertanyen al gènere Lactarius secció Uvidi.
El grup sol dividir-se en dues seccions pel color del barret, els que el tenen de color violaci, brunenc o grisenc, i els que el tenen blanquinós, cremós o groguenc.

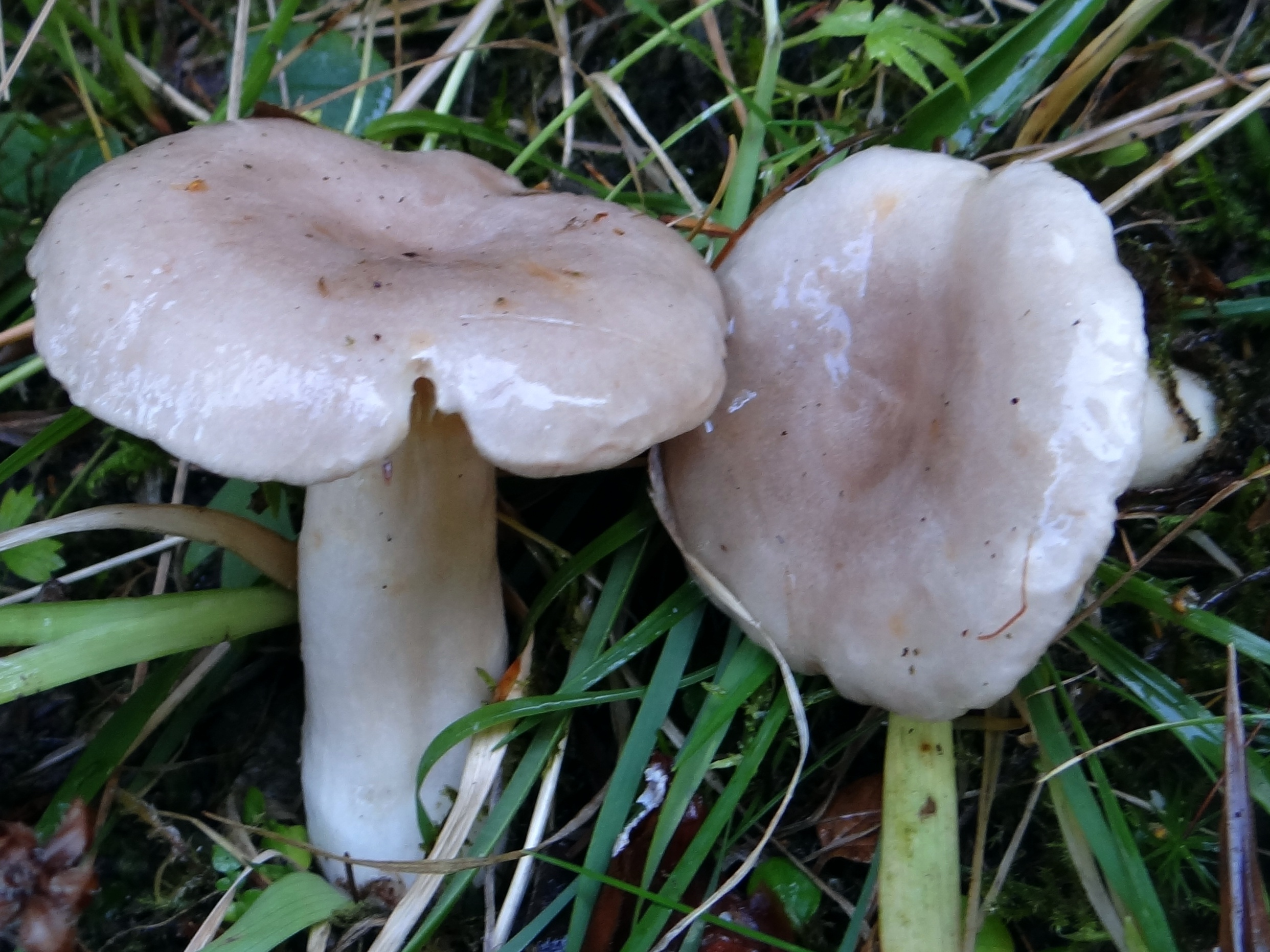
Lleterola morada humida (Lactarius uvidus)

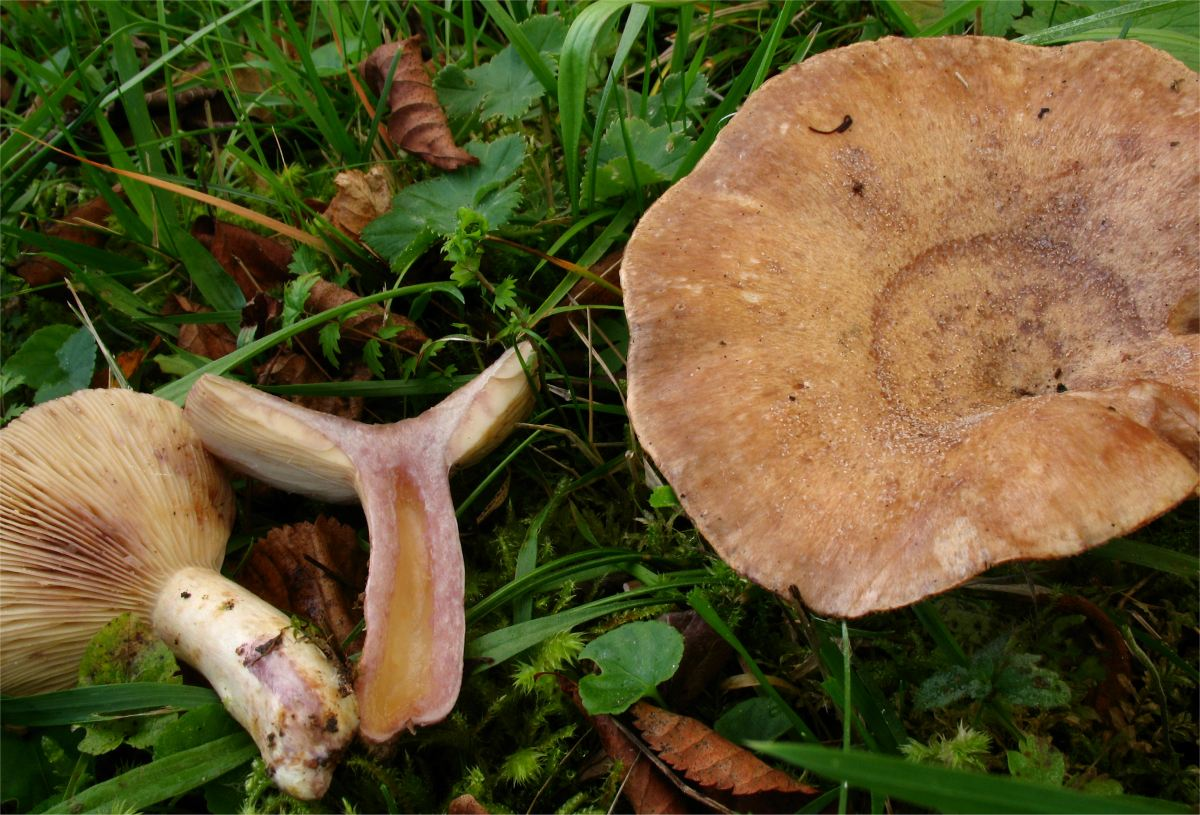
Lleterola morada (Lactarius violascens)

### Espècies de lleteroles de llet morada
Entre les lleteroles de llet morada de barret violaci, brunenc o grisenc (Secc. Uvidi Subsecc. Uvidini) :
- Lactarius brunneoviolaceus, lleterola morada brunenca
- Lactarius cistophilus, lleterola morada d’estepa
- Lactarius luridus, lleterola morada esclarissada
- Lactarius uvidus, lleterola morada humida
- Lactarius violascens, lleterola morada

Entre les lleteroles de llet morada i barret blanquinós, cremós o groguenc (Secc. Uvidi Subsecc. Aspideini):
- Lactarius aspideus, lleterola morada de salze
- Lactarius dryadophilus, lleterola morada de rosa de roca
- Lactarius flavidus, lleterola morada d’avellaner
- Lactarius salicis-herbaceae, lleterola morada de salenca herbàcia
- Lactarius salicis-reticulatae, lleterola morada de salenca reticulada